# Kościół św. Jana Chrzciciela w Komarnie
Kościół św. Jana Chrzciciela w Komarnie – zabytkowy kościół w miejscowości Komarno (województwo dolnośląskie).
Kościół wybudowany w XV w. Od południa do wieży przylega barokowa kaplica grobowa. Nad wejściem znajduje się kartusz zawierający herb von Bothmer oraz  tablica fundacyjna. Od 1765 właścicielem wsi był baron von Bothmer, od 1770 Johann August von Bothmer a od 1786 jego potomkowie.

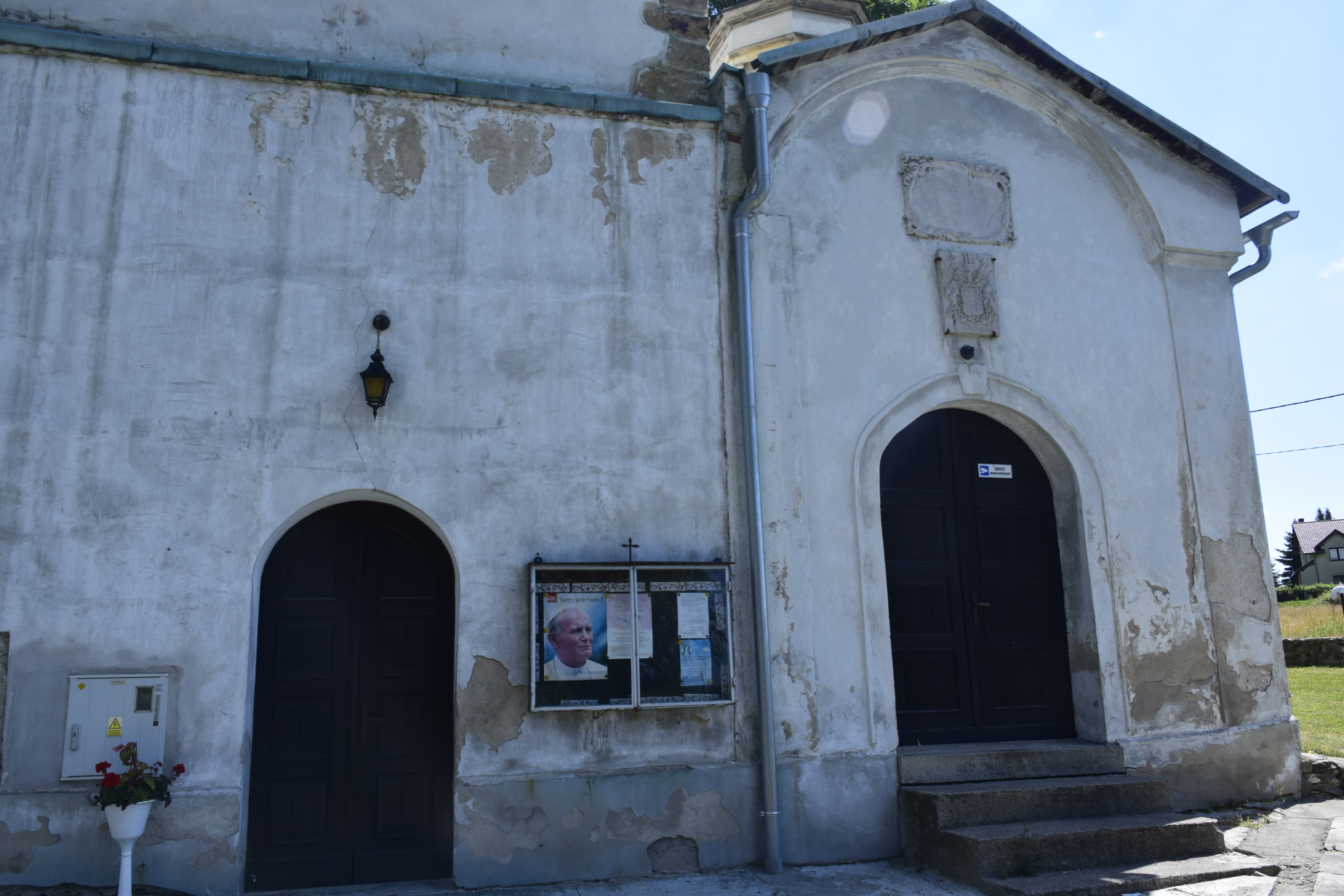
Wejście z herbem
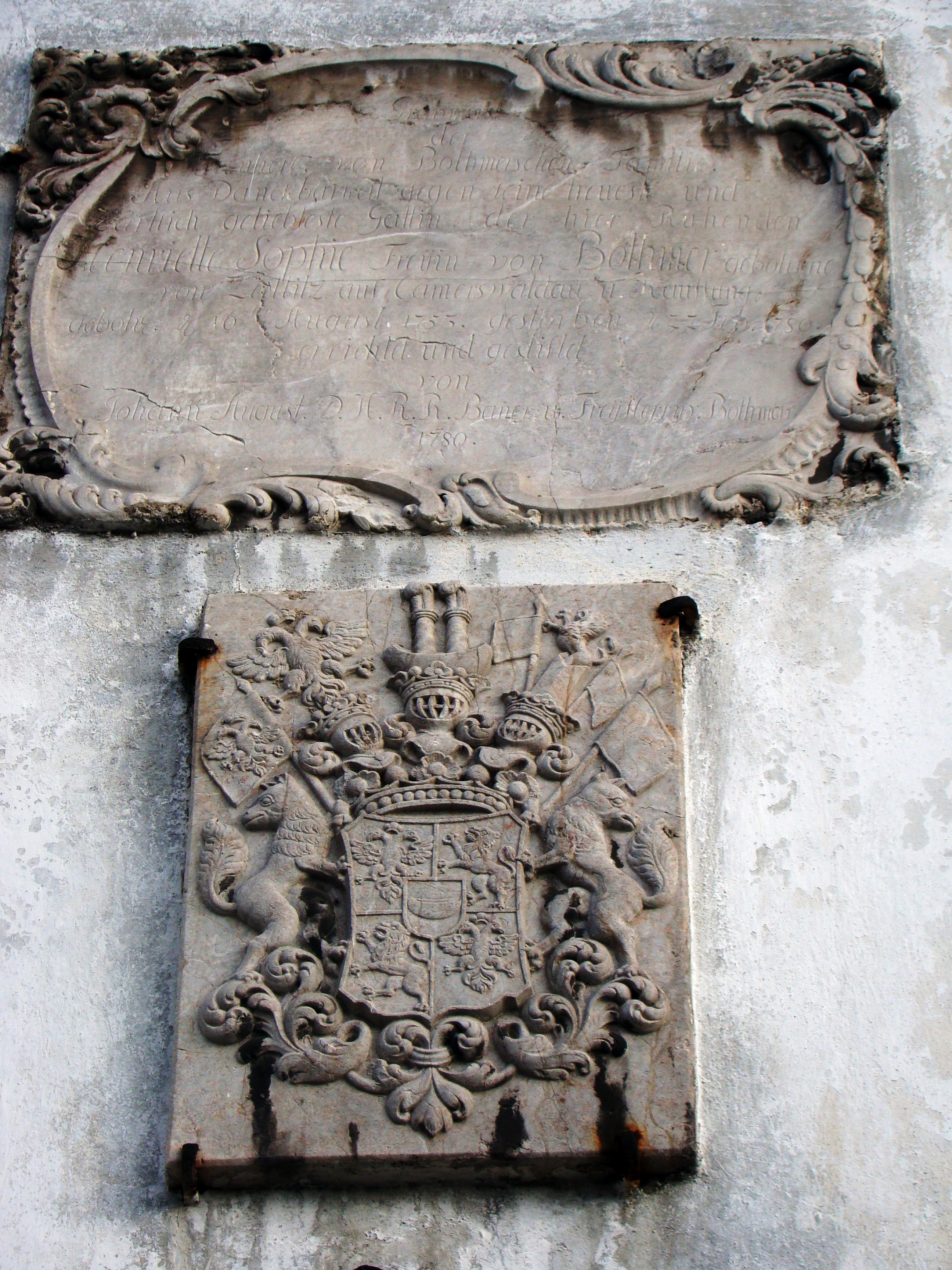
Herb von Bothmer i epitafium
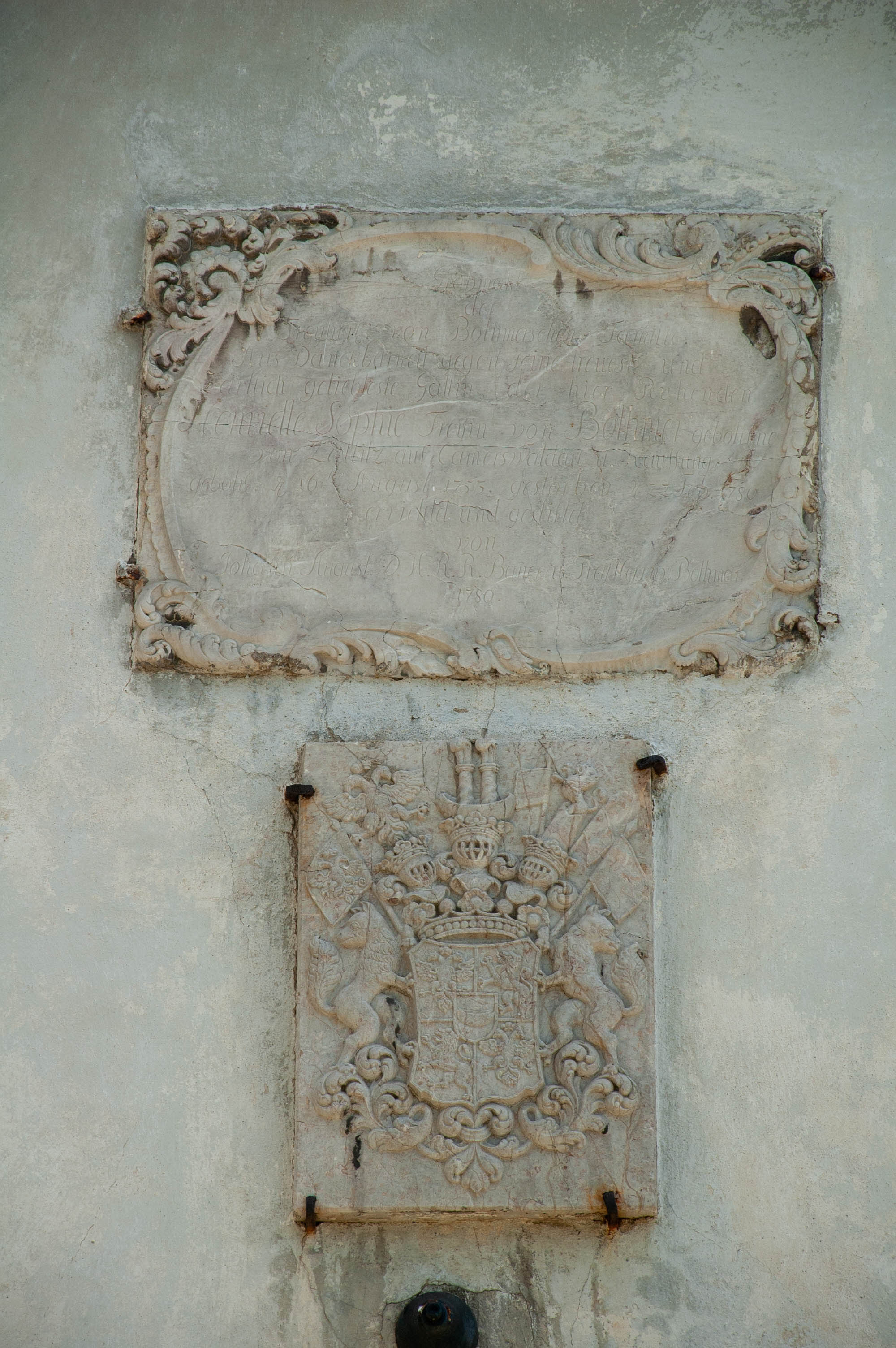
Herb von Bothmer
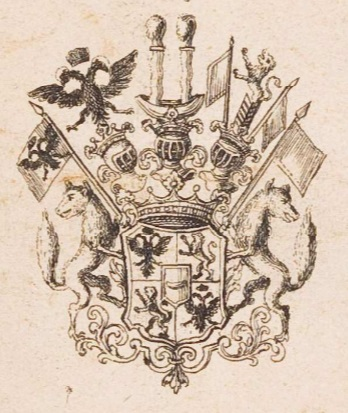
Herb von Bothmer
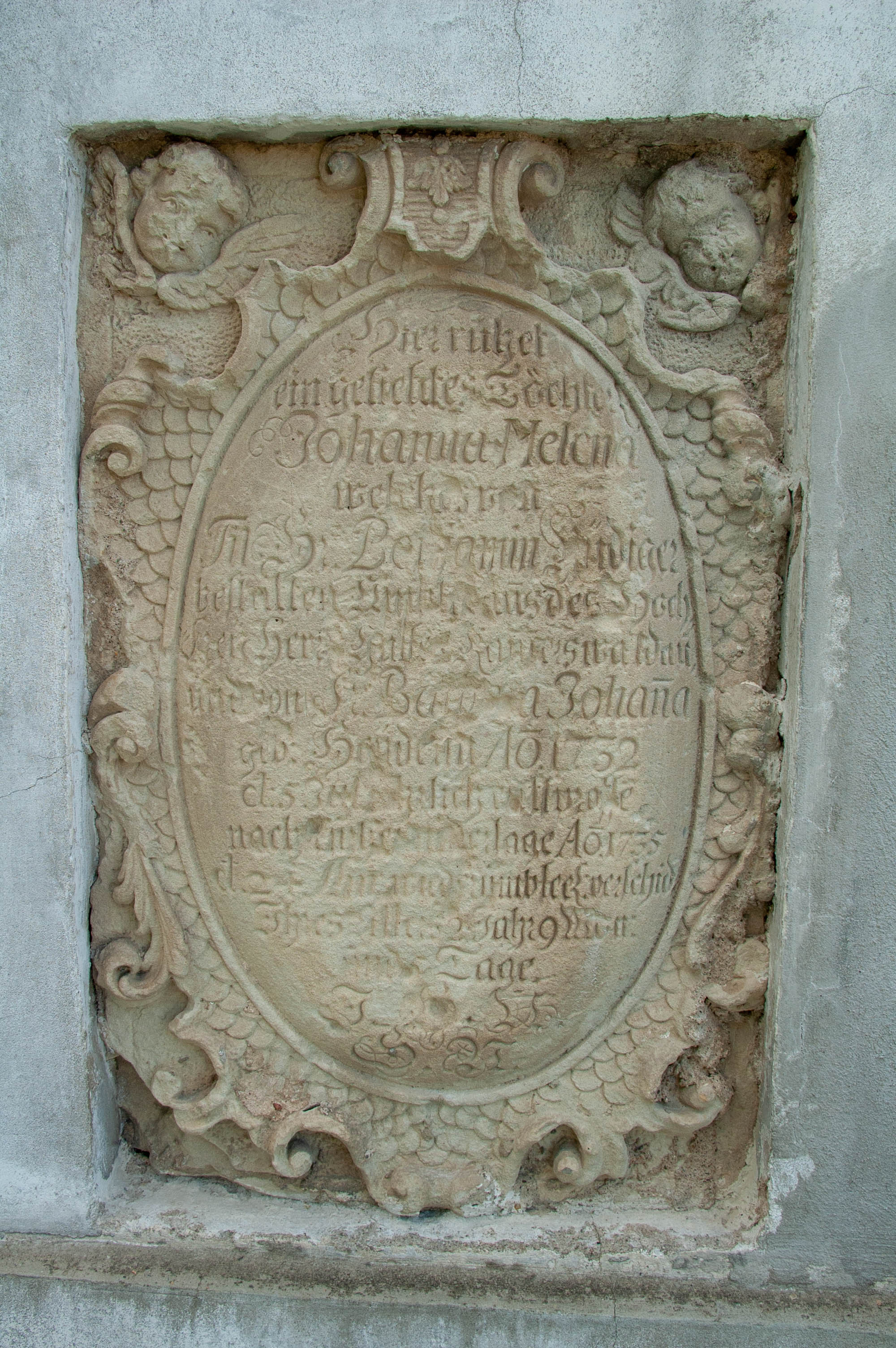
Tablica